# Нова-Руда (гмина)
Нова-Руда (пол. Nowa Ruda) — сельская гмина (волость) в Польше, входит как административная единица в Клодзский повет, Нижнесилезское воеводство. Население 12 323 человека (на 2004 год).

## Соседние гмины
1. Белява
2. Гмина Дзержонюв
3. Гмина Глушица
4. Гмина Клодзко
5. Пешице
6. Гмина Радкув
7. Гмина Стошовице
8. Гмина Валим
9. Нова-Руда